# Règlement général sur les installations électriques
Le règlement général sur les installations électriques (RGIE) est un document de normalisation des installations électriques domestiques et industrielles, rendu obligatoire en Belgique depuis 1981.